# Milenijum
Milenijum är Indira Radićs åttonde studioalbum och hennes första album inom Grand Production, innan hon bytte kontrakt ifrån Zam Production. Den släpptes år 2000.

## Låtlista
1. Loše kombinacije (Dåliga kombinationer)
2. Popij jednu (Drick en)
3. Kako može srce (Hur kan ett hjärta?)
4. Biti ili ne biti (Att vara eller inte vara)
5. Platio si sve (Du betalade alla)
6. Proveri mi proveri (Kontrollera mig kolla)
7. Drugarica moja (Min vän)
8. Teško meni bez mene (Ve mig, utan mig)
9. Gledaj me i umri (Titta på mig och dö)
10. Prevara (Bedrägeri)